# Magnoliales
Orden de plantas de la subclase Magnoliidae, clase Magnoliopsida, división Magnoliophyta (plantas con flores).
En el actual sistema APG III 2009 (sucesor de APG II y de APG, con la misma circunscripción), comprende las siguientes 6 familias:
- Annonaceae, la familia de la chirimoya, muy representada y distribuida.
- Degeneriaceae (dos especies de árboles en las Islas del Pacífico)
- Eupomatiaceae (dos especies de árboles y arbustos en Nueva Guinea y este de Australia)
- Himantandraceae (dos especies de árboles y arbustos en zonas tropicales del sudeste de Asia y Australia)
- Magnoliaceae (incluyendo Liriodendron, los "árboles tulipanes".)
- Myristicaceae (incluyendo Myristica).

En el antiguo sistema de Cronquist que fue muy usado en los Estados Unidos comprendía a las siguientes familias:
- Magnoliáceas (familia Magnoliaceae).
- Annonáceas (familia Annonaceae).
- Caneláceas (familia Canellaceae).
- Miristicáceas (familia Myristicaceae).
- Winteráceas (familia Winteraceae).
- Degeneriáceas (familia Degeneriaceae).

## Características morfológicas
Las especies del orden se caracterizan por poseer flores con numerosas partes dispuestas en espiral sobre un eje floral alargado, estambres frecuentemente anchos con sacos de polen incrustados en sus superficies, carpelos que pueden estar ligeramente modificados a partir de una estructura similar a una hoja, granos de polen que suelen tener un único surco de germinación; y semillas que contienen un pequeño embrión rodeado de abundante endospermo. Estas características lo ubican como uno de los órdenes basales de las angiospermas, aunque los análisis moleculares de ADN indican que no es el más basal de todos.